# Eschweiler
Eschweiler (latinul: Ascvilare) város Németország nyugati szélén.

## Fekvés
A város Nyugat-Németország egyik nagyvárosa. A Maas folyótól nem messze található.

## Klíma
A városban óceáni éghajlat uralkodik. A tél enyhe.

## Történelem
828 említés. 1794 Franciaország. 1816 Porosz Királyság. 1946 Észak-Rajna–Vesztfália.

## Képzés
- Fernuniversität Hagen
- Volkshochschule Eschweiler – Népfőiskola

## Kultúra

### Múzeumok
- Heimatmuseum Dürwiß

## Közlekedés

### Vasút
Az Eschweileri főpályaudvarról induló járatok közül van számos expressz:
- RegionalExpress RE 1: Aachen–Eschweiler-Düren–Köln–Düsseldorf–Duisburg–Essen–Bochum–Dortmund–Hamm
- RegionalExpress RE 9: Aachen–Eschweiler-Düren–Köln–Siegen(–Gießen) (Rhein-Sieg-Express)
- RegionalBahn RB 20: Alsdorf/Heerlen–Herzogenrath–Aachen–Eschweiler-Weisweiler

### Autó
A város az A4 (Eschweiler-West, Eschweiler-Ost és Weisweiler), A44-es számú főutak kereszteződésében van. Az A 44-esen Düsseldorfba, A4-en Kölnbe lehet eljutni.

### Légiközlekedés
A várostól 45 km-re fekszik az Aachen Airport.

## Testvértelepülések
- Franciaország Wattrelos 1975
- Egyesült Királyság Reigate & Banstead 1985

## Képgaléria

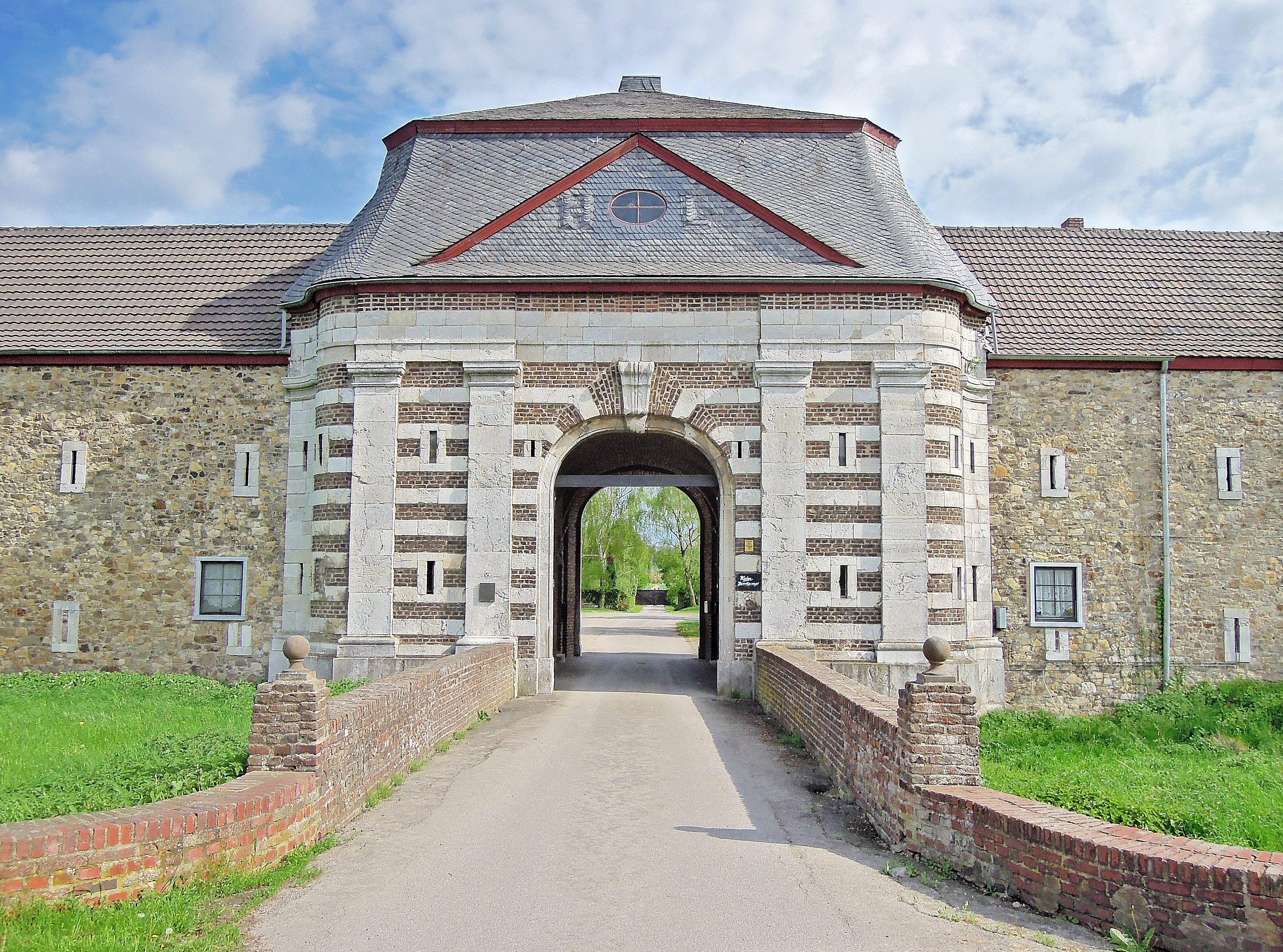
Vár Pálánt
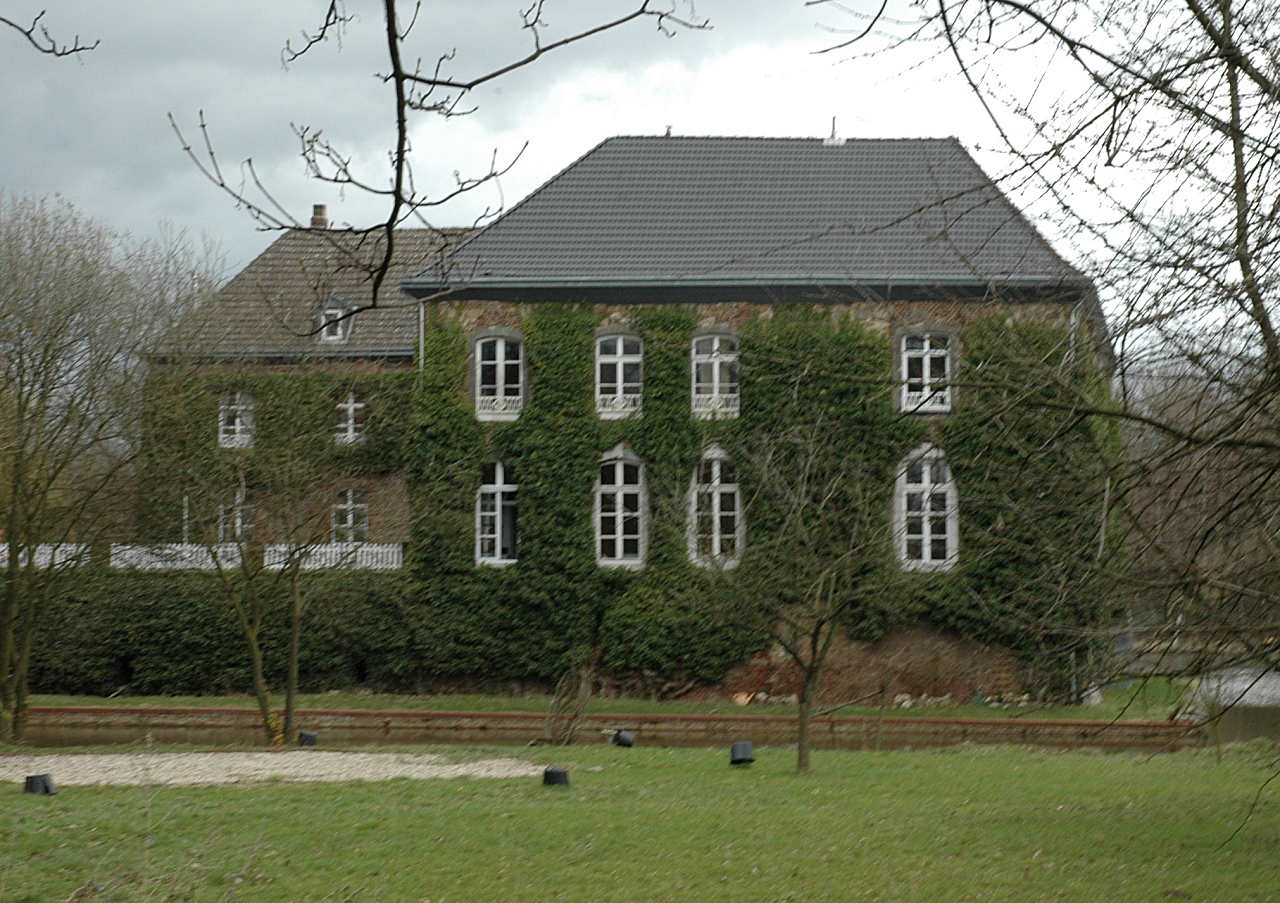
Vár Kinzweiler
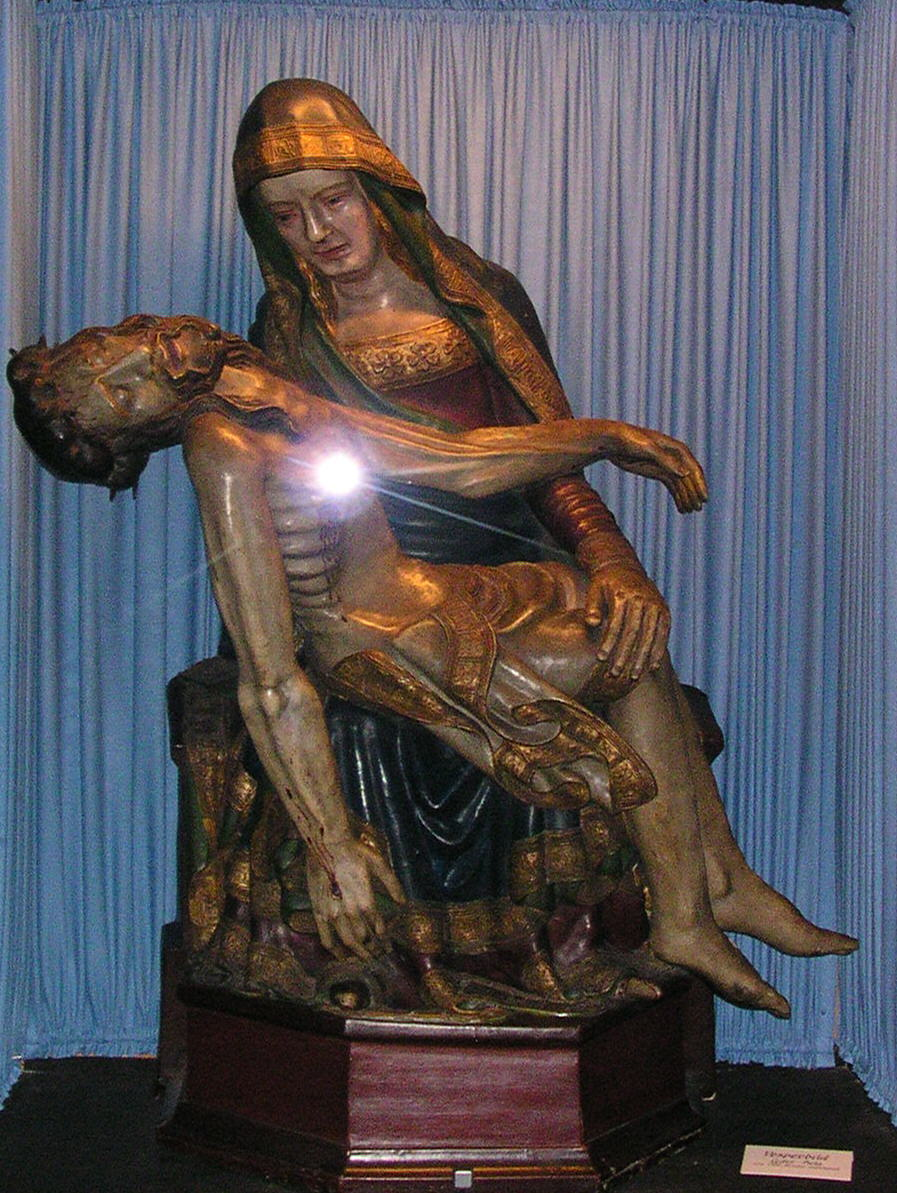
Bőrpietà
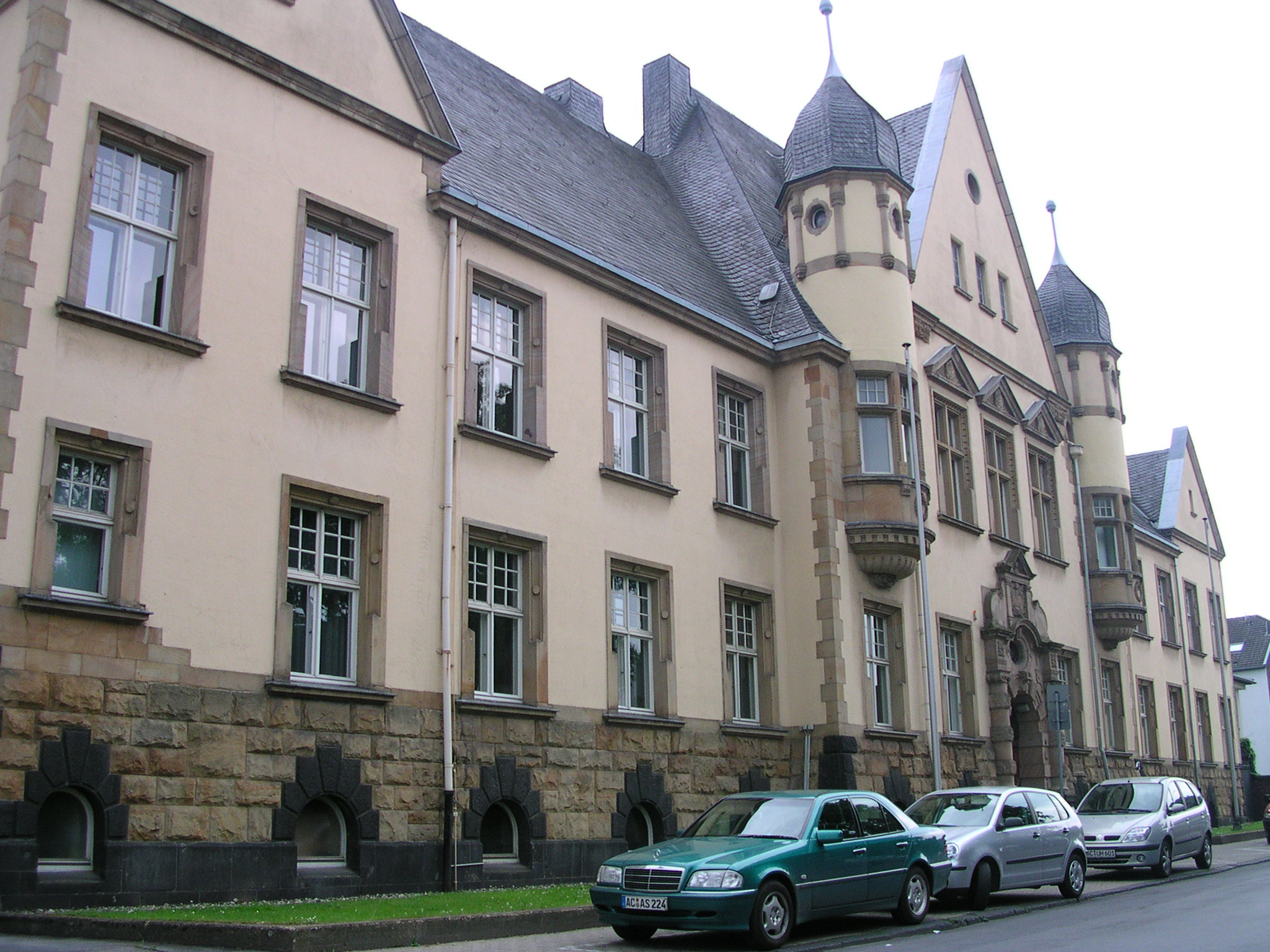
Bíróság Eschweiler
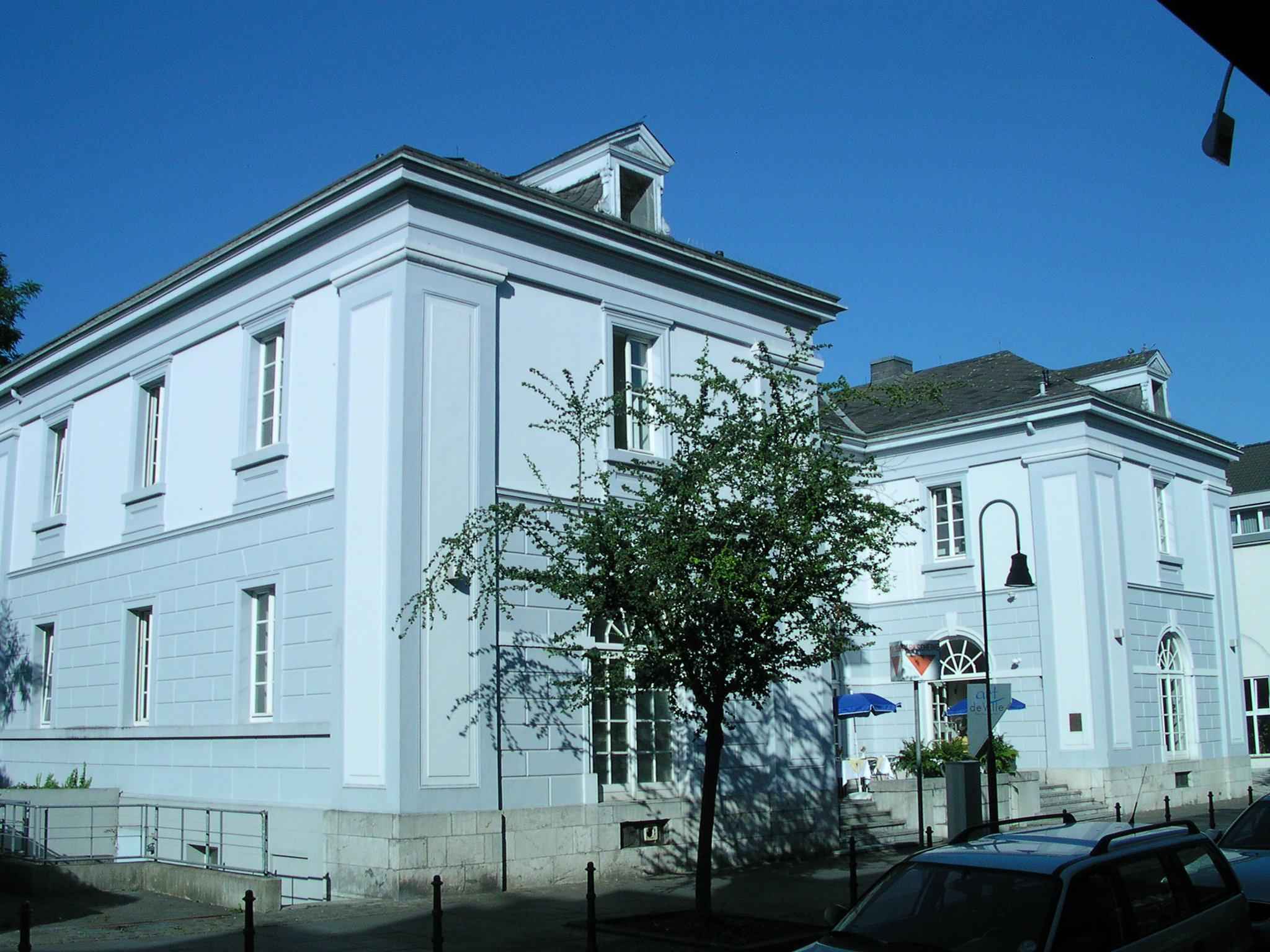
Altes Rathaus
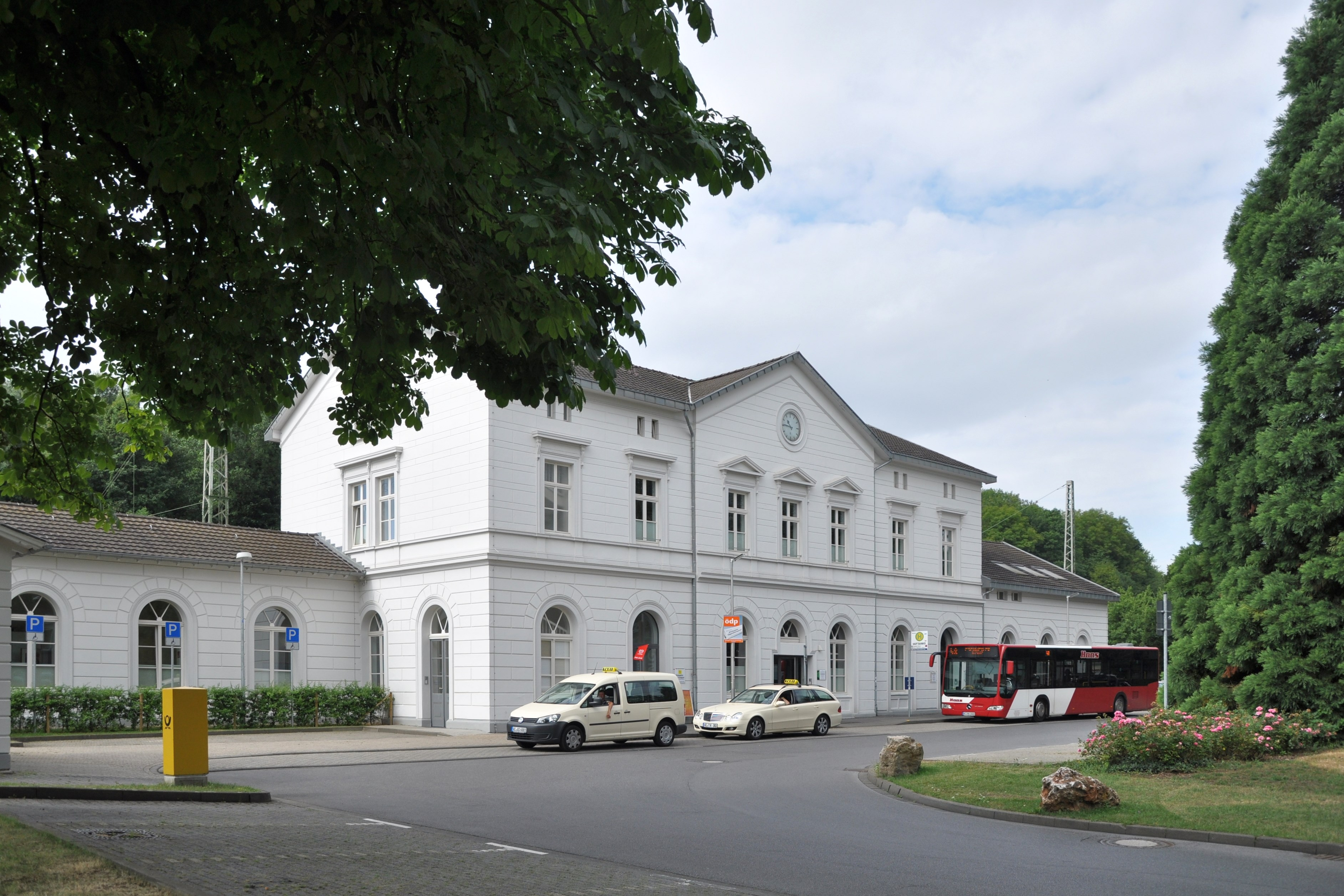
Eschweiler főpályaudvar
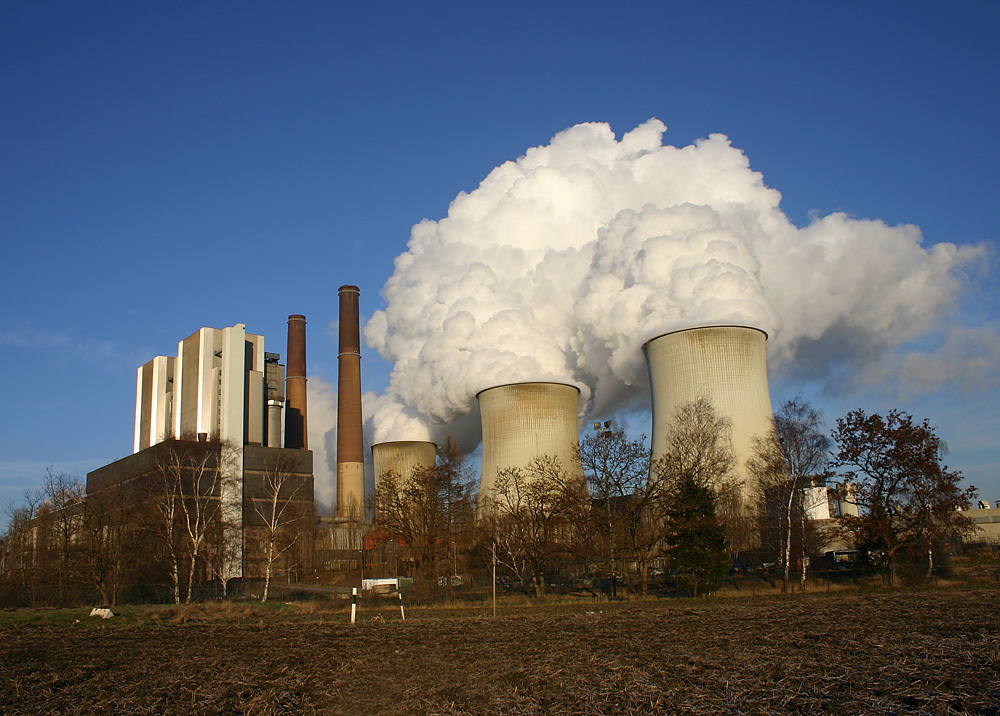
Kraftwerk Weisweiler